# شهرستان دولنی چیفلیک
شهرستان دولنی چیفلیک (به بلغاری: Dolni Chiflik Municipality) یک شهرستان در بلغارستان است که در استان وارنا واقع شده‌است. شهرستان دولنی چیفلیک ۴۸۷ کیلومتر مربع مساحت و ۱۹٬۳۱۶ نفر جمعیت دارد.